# Lordiphosa andalusiaca
Lordiphosa andalusiaca är en tvåvingeart som först beskrevs av Gabriel Strobl 1906.  Lordiphosa andalusiaca ingår i släktet Lordiphosa och familjen daggflugor. Arten är reproducerande i Sverige. Inga underarter finns listade i Catalogue of Life.